# Château Qalat ibn Maan
Le château de Qalat ibn Maan ou château de Palmyre est un château situé près de Palmyre, dans le gouvernorat de Homs, en Syrie.

## Histoire
Il a été construit par les Mamelouks vers le XIIIe siècle sur une colline surplombant le site antique de Palmyre. Le château est nommé d'après l'émir Druze Fakhr-al-Din II, qui étendit le territoire du Liban dans la région de Palmyre durant le XVIe siècle.
Le château ainsi que le site antique de Palmyre sont classés en 1980 au Patrimoine mondial de l'Humanité, pour l'ensemble des ruines monumentales dans l'antique cité, qui fut alors l'un des plus grands centres culturel du monde antique. Le site fut classé comme Monument national par le gouvernement syrien, et une zone de protection est établie en 2007.
En 2013, en raison de la guerre civile syrienne, l'ensemble du site, château et ville antique, a été placé sur la liste du patrimoine mondial en péril.
En septembre 2015, Palmyre étant alors passée sous le contrôle de l'État islamique depuis mai, le château est endommagé par des bombardements du régime syrien.

## Description
Le château, établi directement au sommet de la colline rocheuse, profitait d'une position défensive naturelle, renforcée par des remparts hauts et épais, entourés d'un fossé. L'unique accès à l'intérieur de la forteresse se faisait au moyen d'un pont-levis.